# Campionat de Zúric 1992
L'edició del 1992 fou la 77a del Campionat de Zuric. La cursa es disputà el 23 d'agost de 1992, pels voltants de Zúric i amb un recorregut de 240 quilòmetres. El vencedor final fou el rus Viatxeslav Iekímov, que s'imposà per davant de Lance Armstrong i Jan Nevens.
Va ser la vuitena cursa de la Copa del Món de ciclisme de 1992.

## Classificació final
|    | Ciclista                 | Equip                   | Temps      |
| -- | ------------------------ | ----------------------- | ---------- |
| 1  | Viatxeslav Iekímov (RUS) | Panasonic-Sportlife     | 6h 00' 01" |
| 2  | Lance Armstrong (USA)    | Motorola                | +15"       |
| 3  | Jan Nevens (BEL)         | Lotto-Mavic-MBK         | m. t.      |
| 4  | Guido Bontempi (ITA)     | Carrera-Vagabond        | +35"       |
| 5  | Bruno Leali (ITA)        | Mercatone Uno-Medeghini | m. t.      |
| 6  | Marc Madiot (FRA)        | Telekom-Merckx          | m. t.      |
| 7  | Martin Earley (IRL)      | PDM-Concorde            | m. t.      |
| 8  | Laurent Jalabert (FRA)   | ONCE                    | +59"       |
| 9  | Adri van der Poel (NED)  | Tulip Computers         | m. t.      |
| 10 | Scott Sunderland (AUS)   | TVM-Sanyo               | m. t.      |